# Pylajmenes II Euergetes
Pylajmenes II Euergetes (gr. Πυλαιμένης Εὐεργέτης, Pylaiménēs Euergétēs) (II/I wiek p.n.e.) – król Paflagonii ok. 110 p.n.e. Syn króla Bitynii Nikomedesa III Euergetesa i królowej Nysy I.
Przed r. 110 p.n.e. ojciec Nikomedes III zawarł początkowo sojusz z królem Pontu Mitrydatesem VI Eupatorem Dionizosem. Ten ostatni po zdobyciu Paflagonii, podzielił się z nim. Senat rzymski na wiadomość o tym postanowił zareagować. Wysłał posłów, by oddali zdobytą krainę. Mitrydates odpowiedział wyniośle, że ona należy do jego dziedzictwa, zaś Nikomedes stwierdził, że ją zwróci prawowitemu królowi. Skłamał, bowiem zmienił imię swego syna na Pylajmenes, które nosili królowie Paflagonii. W ten sposób zatrzymał królestwo dla swojej rodziny. Ojciec prowadził politykę celem zdobycia dodatkowo królestwa Kapadocji. Po śmierci dwóch pasierbów, synów drugiej żony Laodiki, obawiając się najazdu króla Pontu na Bitynię, postanowił ponownie oszukać Rzymian. Wysłał do Rzymu z żoną chłopca, jako jej rzekomego trzeciego syna z poprzedniego małżeństwa. W senacie rzymskim mieli się ubiegać o tron Kapadocji. Mitrydates także wysłał poselstwo. Rzymianie tym razem nie dali się nabrać na ich kłamstwa. Postanowili odebrać Kapadocję Mitydatesowi oraz Paflagonię Nikomedesowi III. Stało się to w latach 90. I w. p.n.e. (być może w 95 r.). Prawdopodobnie wówczas Pylajmenes II stracił tron, a kraj stał się republiką. Po kilku latach, w r. 89 p.n.e., król Pontu Mitrydates ponownie zajął i włączył Paflagonię do swego państwa.
Na jego zachowanych bitych monetach tytuł królewski w języku greckim brzmi ΒΑΣΙΛΕΩΣ ΠΥΛΑΙΜΕΝΟΥ ΕΥΕΡΓΕΤΟΥ („[Moneta] króla Pylajmenesa Euergetesa”). Pylajmenes II posiadał prawdopodobnie dwóch synów:
- Attalos (zm. 40 p.n.e.?), przyszły król Paflagonii;
- Pylajmenes III, przyszły król Paflagonii razem z bratem.